# Visiedo
Visiedo est une commune d’Espagne, dans la province de Teruel, communauté autonome d'Aragon comarque de Teruel.

## Démographie
En 2022, elle comptait 118 habitants sur une superficie de 55,53 km².